# 哈通昆卡山
9°24′37″S 77°27′1″W / 9.41028°S 77.45028°W
哈通昆卡山（Jatuncunca），是秘魯的山峰，位於該國北部安卡什大區的瓦拉斯省，處於蘭拉帕爾卡山和奧克沙帕爾卡山以西，屬於布蘭卡山脈的一部分，海拔高度5,600米。